# Alexey Vatutin
Alexey Vatutin (27 de outubro de 1992) é um tenista russo. Seu melhor ranking de simples foi o de N° 307 da ATP, alcançado em 11 de janeiro de 2016. Já nas duplas, seu melhor ranking foi o de N° 846 da ATP, alcançado em 10 de setembro de 2012.